# Меномини (Илиноис)
Меномини (енгл. Menominee) град је у америчкој савезној држави Илиноис.

## Демографија
По попису из 2010. године број становника је 248, што је 11 (4,6%) становника више него 2000. године.
| Група             | 2000.       | 2010.       |
| Белци             | 222 (93,7%) | 242 (97,6%) |
| Афроамериканци    | 2 (0,8%)    | 1 (0,4%)    |
| Азијати           | 0 (0,0%)    | 0 (0,0%)    |
| Хиспаноамериканци | 10 (4,2%)   | 3 (1,2%)    |
| Укупно            | 237         | 248         |